# Кфар-Сольд
Кфар-Сольд (англ. Kfar Szold, ивр. כפר סאלד‎) — населённый пункт на севере Израиля.

## Общие сведения
Кфар-Сольд расположен в Северном регионе страны, в Галилее, в северо-восточной части долины Хула, в 8 км к востоку от Кирьят-Шмона, в 147 км от Тель-Авива и в 162 км от Иерусалима. Поселенческое движение Ха-Тнуа ха-Киббуцит. Региональный совет Верхняя Галилея. Был назван в честь Генриетты Сольд.
Площадь составляет 430 га. Сельское хозяйство (выращивание фруктов и полевых культур,  яблоки, цитрусовые, авокадо, кукуруза, арбузы, молочное животноводство, крупный рогатый скот, птицеводство, пчеловодство); рыбоводство; имеется предприятие «Лордан», занимающееся производством обогревателей. Население составляет 551 человек (по данным на 2011 год).

## История
Евреи вновь стали здесь селиться с 1934 года. Кфар-Сольд был основан 13 ноября 1942 года группой репатриантов из Германии, Венгрии и Румынии, к которым позже присоединилась группа репатриантов из ЮАР. 9 января 1948 года, во время Войны Израиля за независимость кибуц атаковали арабские или бедуинские боевики, но их нападение было отражено, причём в битве пал 1 еврей и 24 арабов. Кфар-Сольд стал первым поселением, атакованным сирийцами в Войну за независимость. Во время войны дети кибуца были эвакуированы в Эйн-Харод. В обороне поселения участвовал Нахум Голан. В 1952 году здесь поселились репатрианты из Латинской Америки. До Шестидневной войны кибуц подвергался обстрелу сирийской артиллерии с позиций на Голанских высотах. В первые дни Шестидневной войны Кфар-Сольд также подвергся сирийскому артиллерийскому обстрелу. 21 июля 2006 года ракеты, выпущенные террористами Хизбалла с территории Ливана ударили по Кфар-Сольд, были раненые.

## Население
По данным Центрального статистического бюро Израиля, население на начало 2020 года составляло 674 человека.